# Vila Boa da Roda
Vila Boa da Roda foi um antigo concelho, constituído pela actual freguesia de Guilhofrei, no município de Vieira do Minho, e pela de Brunhais, na Póvoa de Lanhoso. Obteve foral de D. Afonso III, em 15 de Fevereiro de 1261, e de D. Manuel I, em 8 de Agosto de 1514, tendo sido extinto em 1832 e incorporado no concelho de Vieira do Minho.